# Parmotrema lambleyi
Parmotrema lambleyi är en lavart som beskrevs av Elix. Parmotrema lambleyi ingår i släktet Parmotrema och familjen Parmeliaceae.   Inga underarter finns listade i Catalogue of Life.